# Аркільїнос
Аркільїнос (ісп. Arquillinos) — муніципалітет в Іспанії, у складі автономної спільноти Кастилія-і-Леон, у провінції Самора. Населення — 147 осіб (2010).
Муніципалітет розташований на відстані близько 220 км на північний захід від Мадрида, 24 км на північ від Самори.

## Демографія
Динаміка населення (INE ):